# Йонг, Людольф де
Людольф де Йонг, или Людольф Леендерц де Йонг (нидерл. Ludolf de Jongh, Ludolf Leendertsz de Jongh; 1616, Оверши — 1679, Хиллегерсберг) — голландский живописец, один из малых голландцев. Мастер небольших картин бытового, пейзажного и портретного жанров на интимные, камерные сюжеты, стиль, которых близок произведениям Яна Вермеера Делфтского, Питера де Хоха, Герарда Треборха, Габриеля Метсю. Представитель позднего периода «Золотого века голландской живописи».

## Биография
Де Йонг родился в Оверши (в то время небольшое селение недалеко от Роттердама, ныне в черте города) в семье Леендерта Леендертса де Йонга и Аннетье Лёвенс. Позднее семья переехала в Роттердам, где отец упоминается в 1647 году как трактирщик. Семья де Йонг была довольно обеспеченной, так как к моменту смерти отца в 1670 году она владела несколькими домами.
Ранний голландский биограф Арнольд Хоубракен, книга жизнеописаний которого является основным источником информации о жизни де Йонга, утверждал, что молодой художник был учеником живописца Корнелиса Сафтлевена, а также, что он учился у портретиста Антони Паламедеса в Делфте, а затем у караваджиста Яна ван Бейлерта в Утрехте.
Хоубракен сообщал, что де Йонг в возрасте девятнадцати лет путешествовал по Франции в компании некоего Франса Бэкона. Он пробыл во Франции семь лет и вернулся в Голландскую республику только в 1642 году из-за болезни матери. В том же году он поселился в Роттердаме, и его самые ранние подписанные картины датируются этим годом. 6 февраля 1646 года он женился в Роттердаме на Адриане Питерсдр Монтань, дочери Питера Монтаня, который, как сообщается, был членом высших кругов Роттердама. В 1650-х годах он стал одним из самых модных художников Роттердама, достигнув успеха благодаря новациям в портретной живописи.
Де Йонг также был торговцем, офицером гражданской гвардии Роттердама и схаутом (шерифом) Хиллегерсберга (селения недалеко от Роттердама) и занимал эту должность до самой смерти. В 1650-х годах он был ведущим живописцем бытового жанра в Роттердаме и его творчество оказало влияние на таких художников, как Питер де Хох.
Он часто писал фигуры в картины других художников, например, в картинах мастера изображения церковных интерьеров Антони де Лорма или пейзажиста Йорисa ван дер Хаагенa.
В 1652 году Людольфу де Йонгу было присвоено звание майора гражданской гвардии Роттердама. В 1659 году он был назначен в «Коллегию мастеров дома престарелых», в которой он прослужил два года. С 1660 года он писал меньше, возможно, из-за обязанностей майора, торговца и схаута в Хиллегерсберге. Де Йонг был разносторонним художником, он работал в большинстве жанров, популярных в Голландской республике, за исключением натюрморта. Ни одна из его работ французского периода не известна. Его самые ранние известные картины — это бытовые сцены и портреты, датируемые его возвращением в Роттердам около 1642 года. К 1660-м годам он отошел от изображений жизни крестьян, таверн и караульных помещений в направлении элегантных, даже аристократических сюжетов, таких как придворная охота или сцены развлечений общества в парке.
Он был учителем Иоганнеса ван дер Меера и более известного жанриста и портретиста Якоба Охтервельта. Художник скончался в Хиллегерсберге между 27 мая 1679 года и 8 сентября 1679 года.

## Галерея

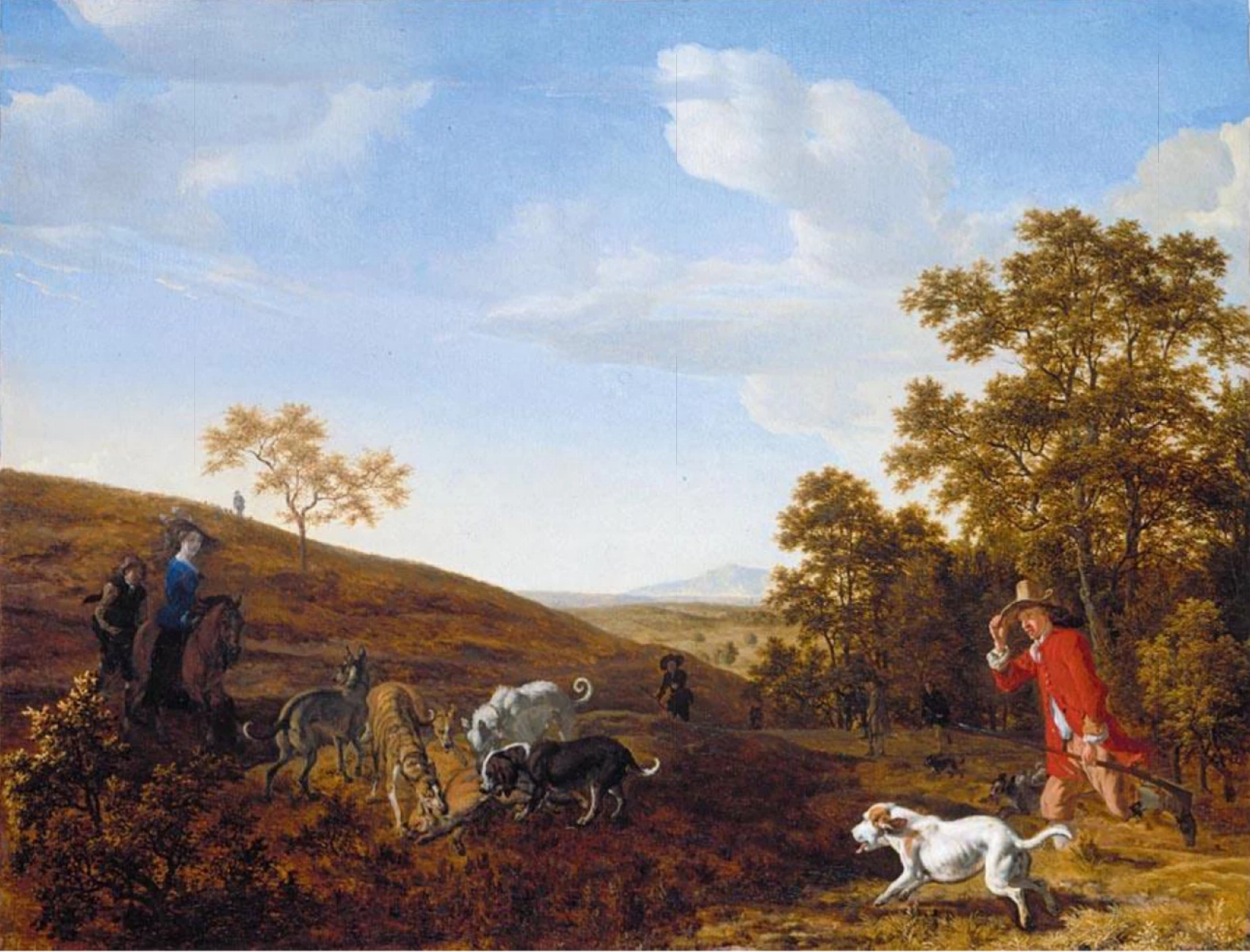
Пейзаж с охотником и собаками, преследующими лисицу. Между 1648 и 1649. Холст, масло. Частное собрание
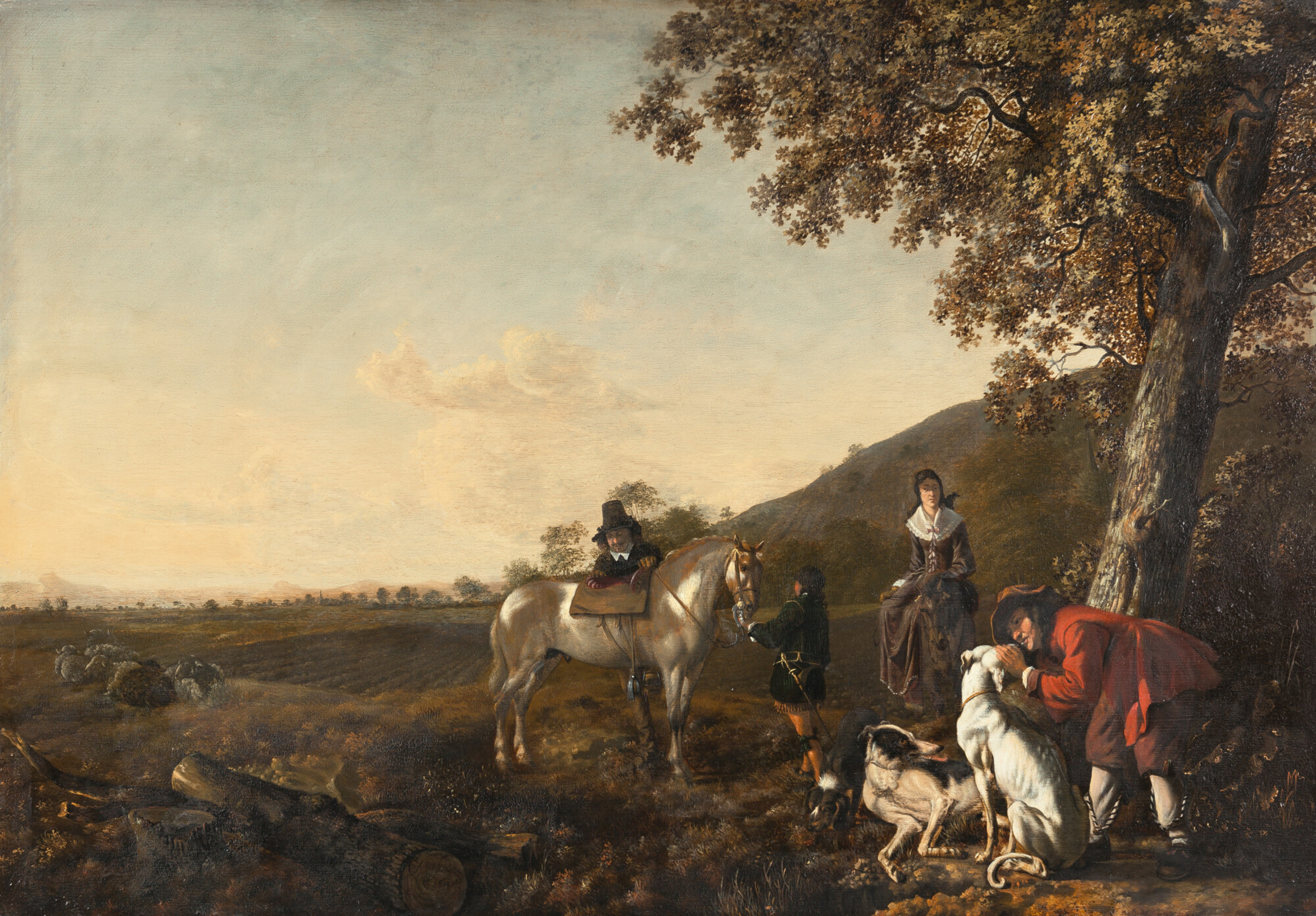
Пейзаж с отдыхающей компанией охотников. Между 1650 и 1659. Дерево, масло
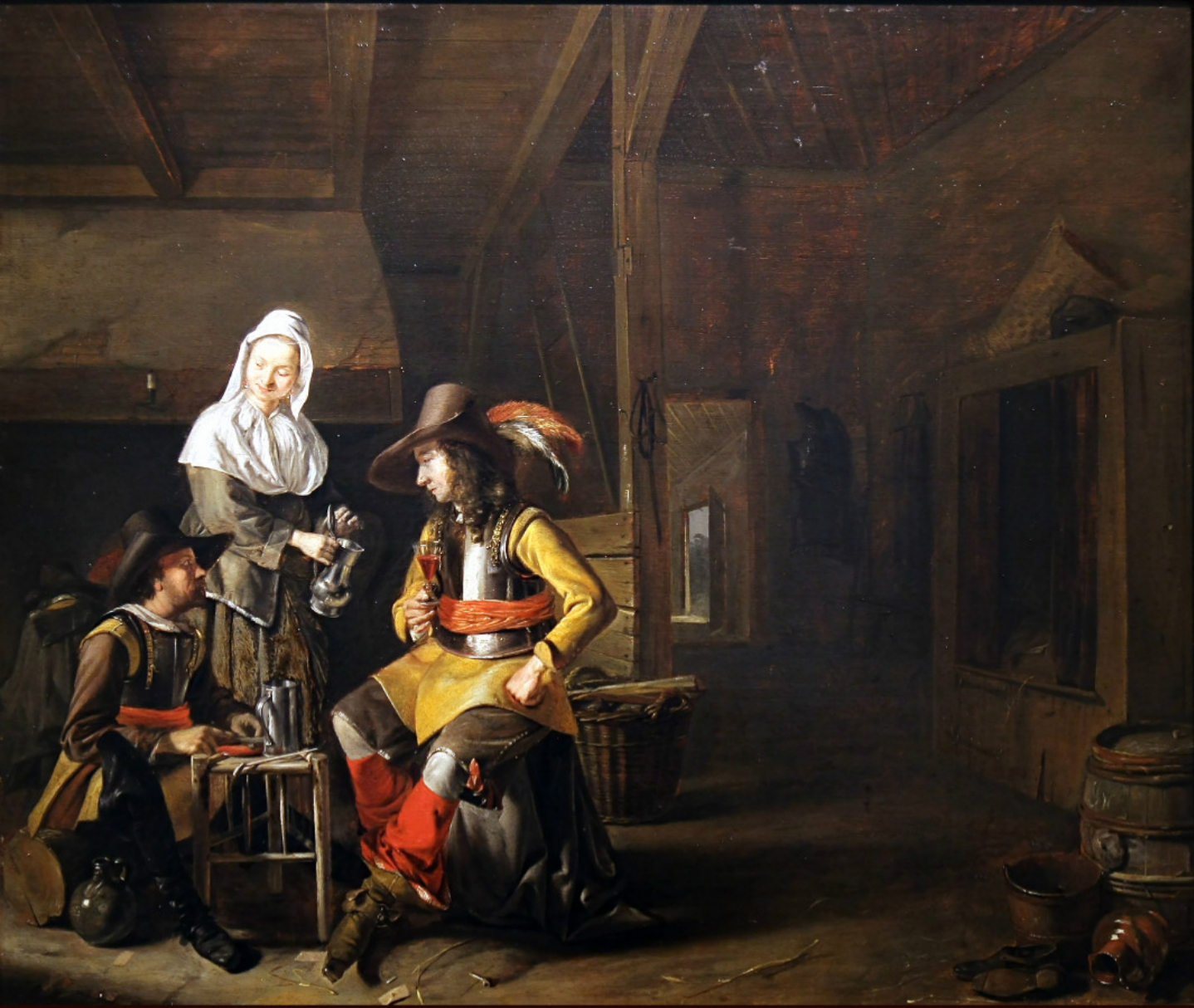
Сцена в таверне. 1650. Дерево, масло. Национальная галерея, Прага
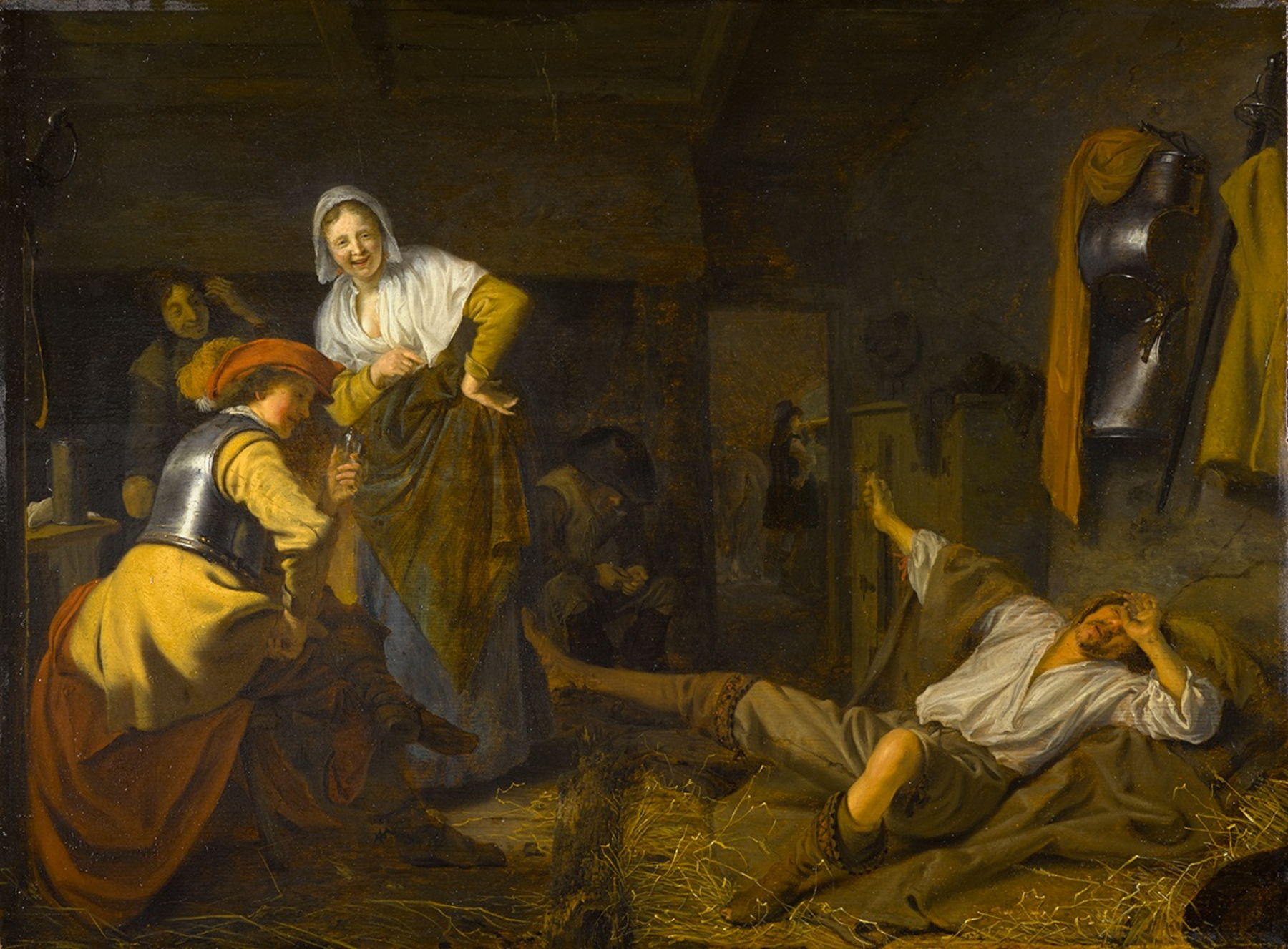
Солдаты навеселе. 1653. Дерево, масло. Художественный музей Северной Каролины, США
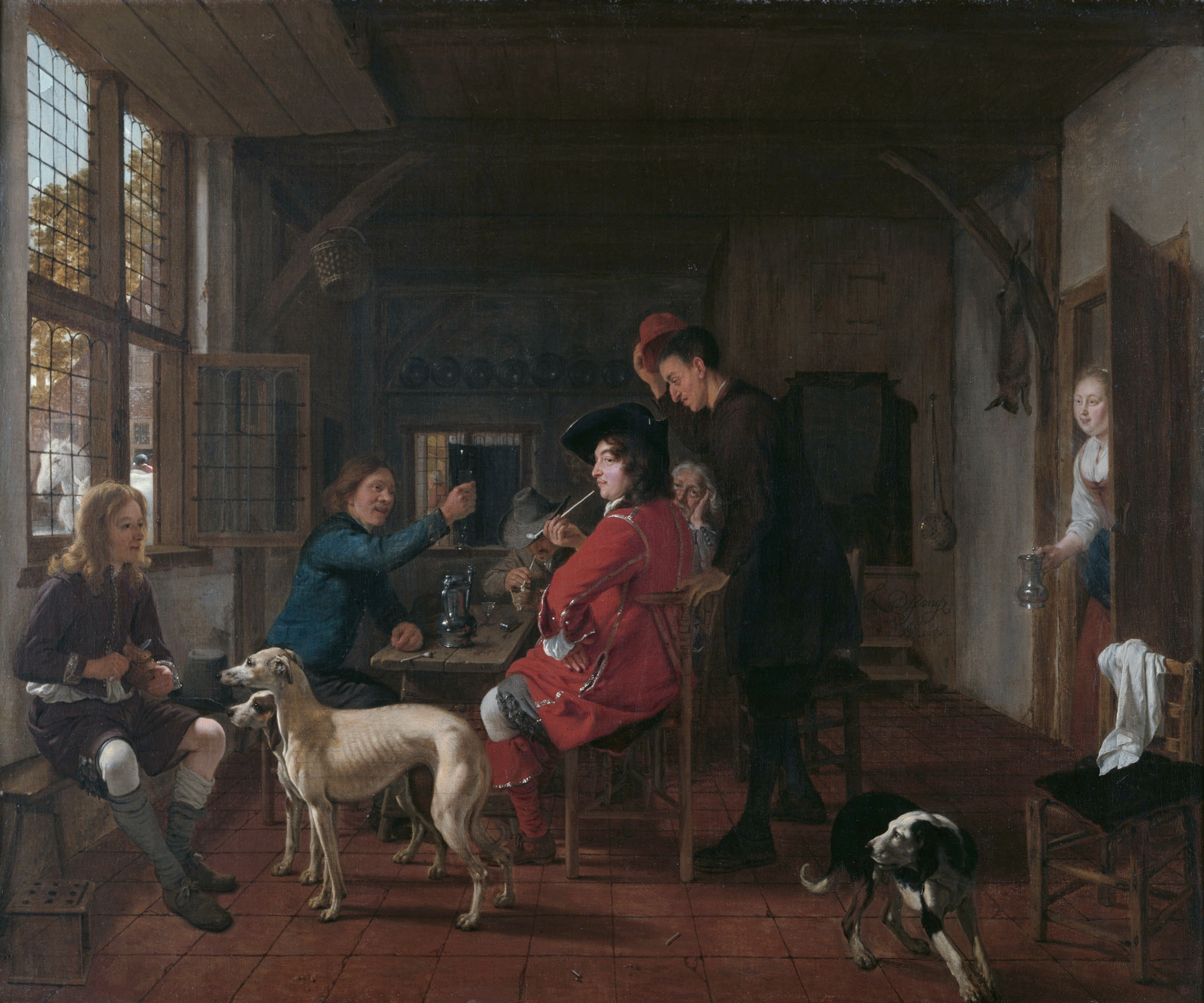
Встреча в таверне. 1658. Холст, масло. Музей Гронингер, Гронинген, Нидерланды
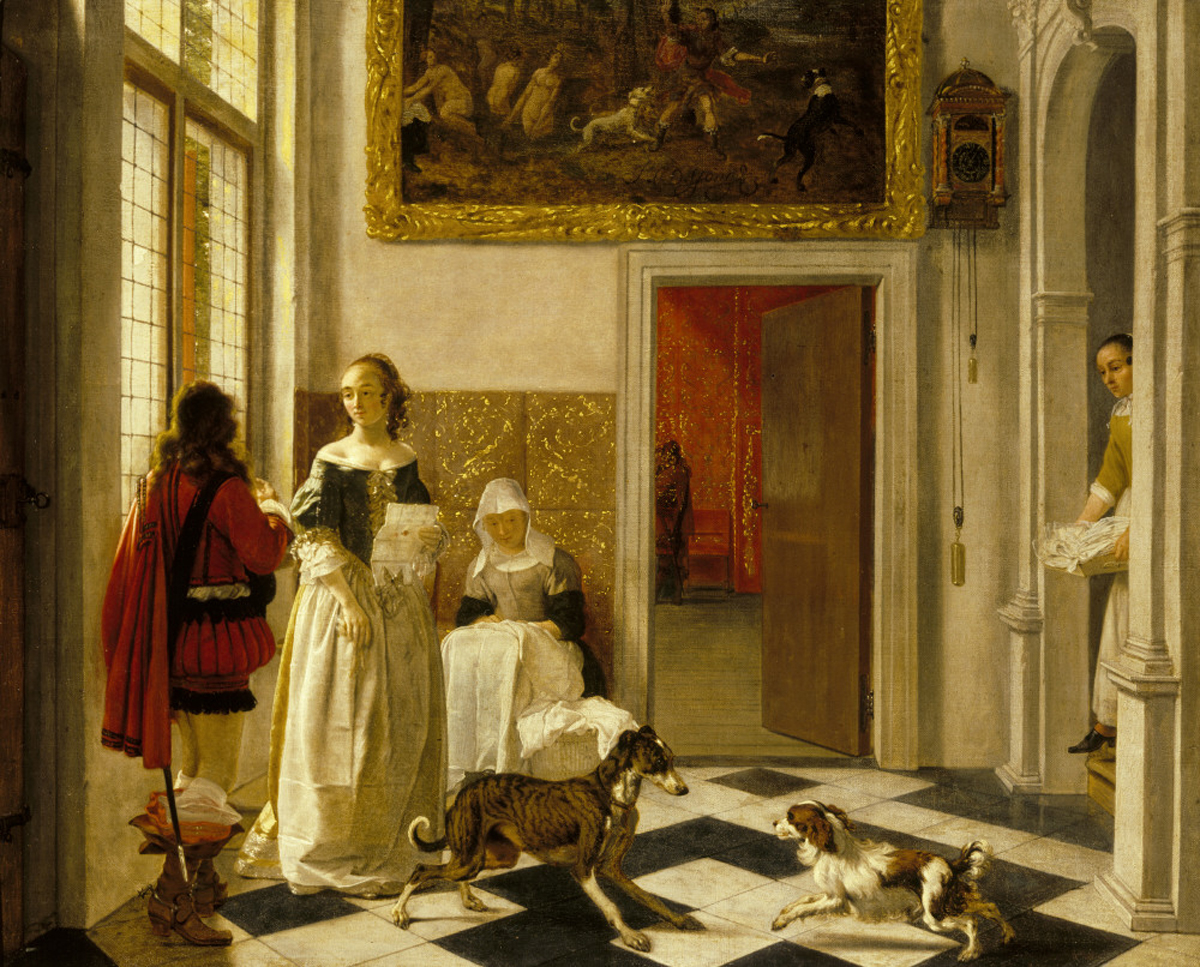
Дама, получающая письмо. Ок. 1658. Холст, масло. Национальный фонд, Великобритания
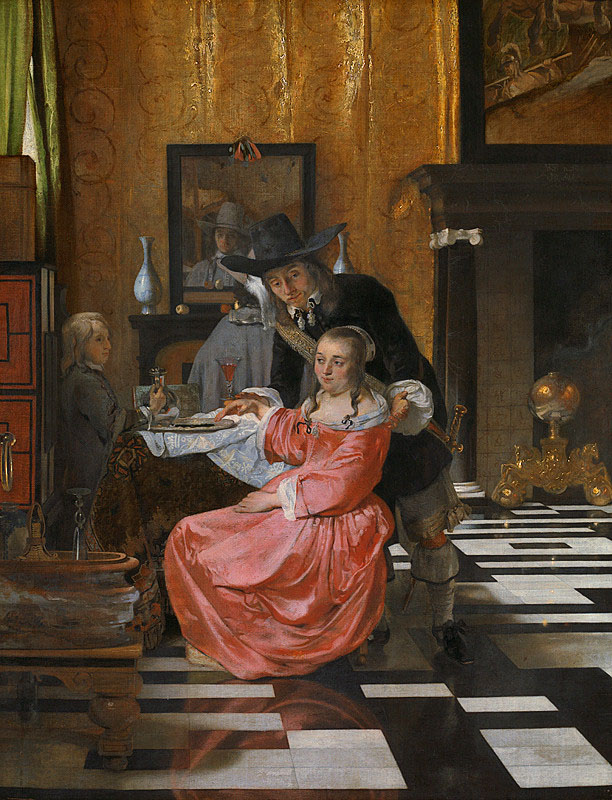
Интерьер с женщиной, отказывающейся от бокала вина (приписывается). 1660-е. Холст, масло. Национальная галерея, Лондон
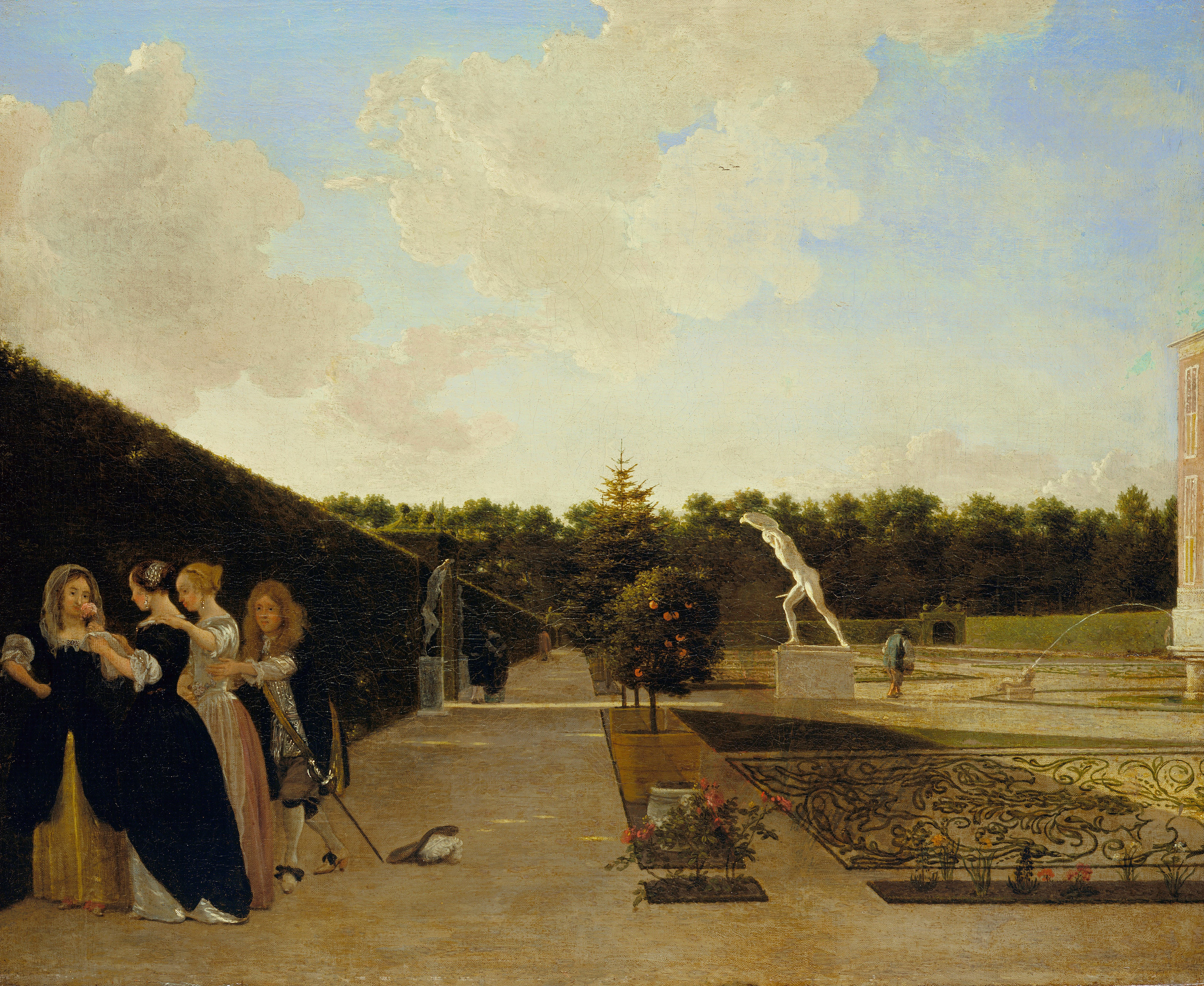
Три дамы, застигнутые врасплох кавалером в саду. Ок. 1676. Холст, масло. Королевская коллекция, Великобритания
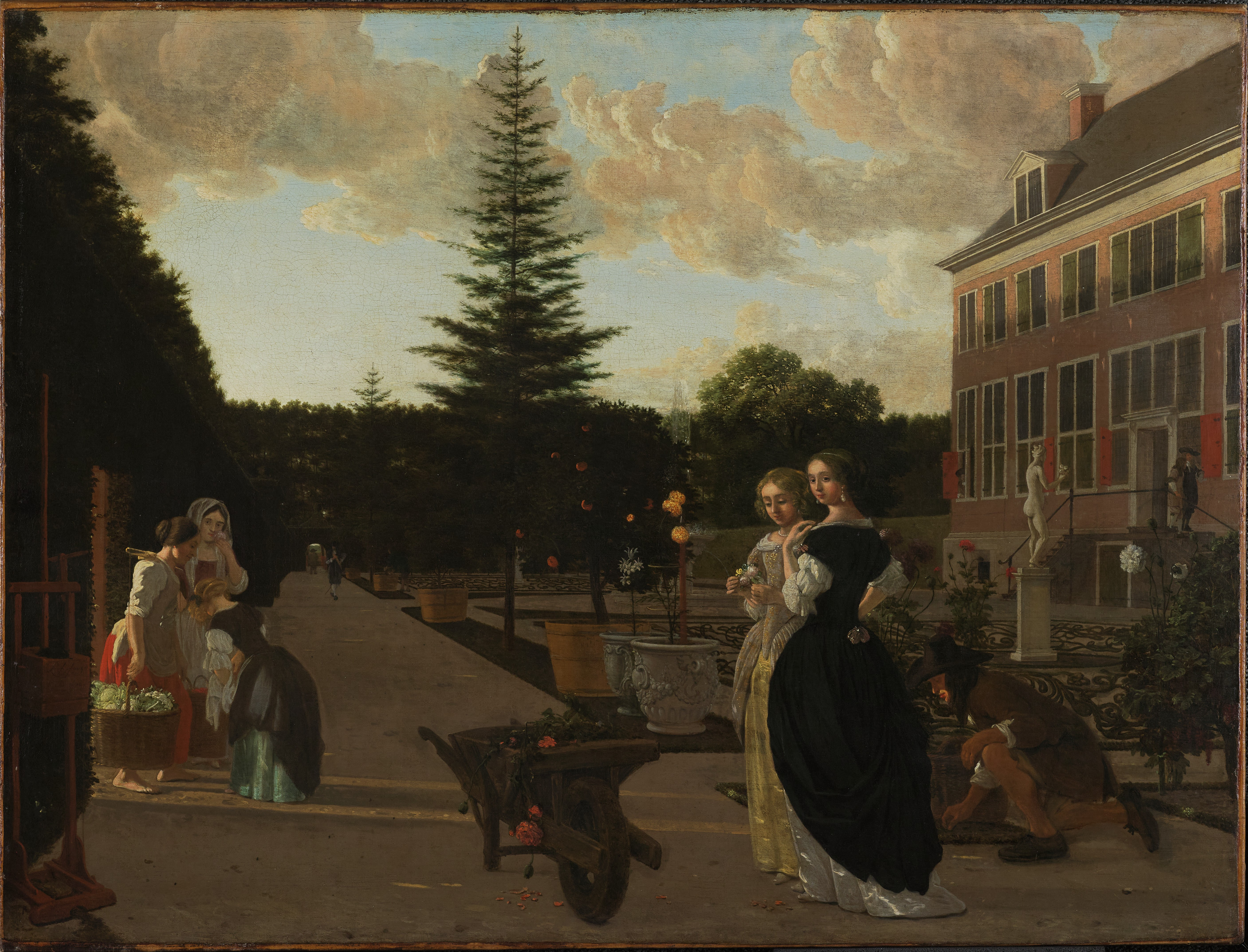
Сцена в саду. 1676. Холст, масло. Художественный музей Принстонского университета, США
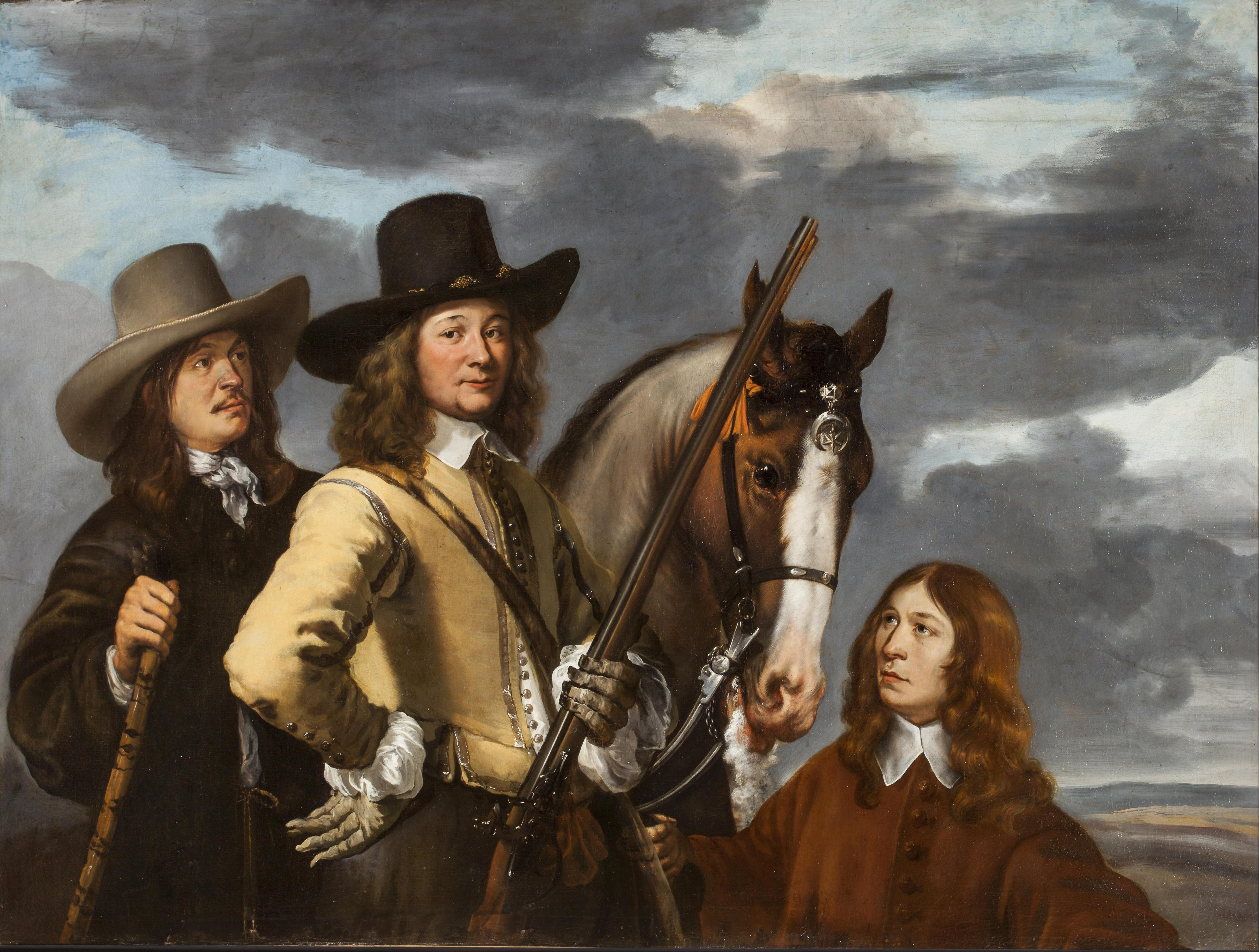
Портрет Виллема Эвервейна с двумя охотниками и конём. Между 1655 и 1660. Холст, масло. Музей Зипендаль, Арнем, Нидерланды
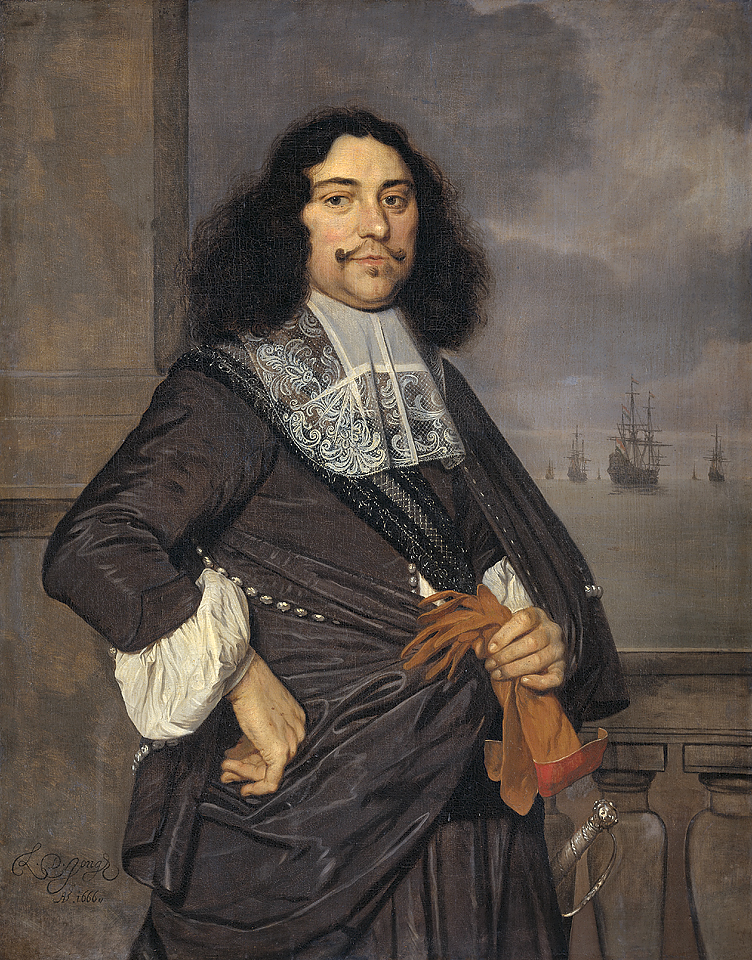
Портрет Яна ван Неса, вице-адмирала Голландии и Западной Фризии. 1666. Холст, масло. Рейксмюсеум, Амстердам
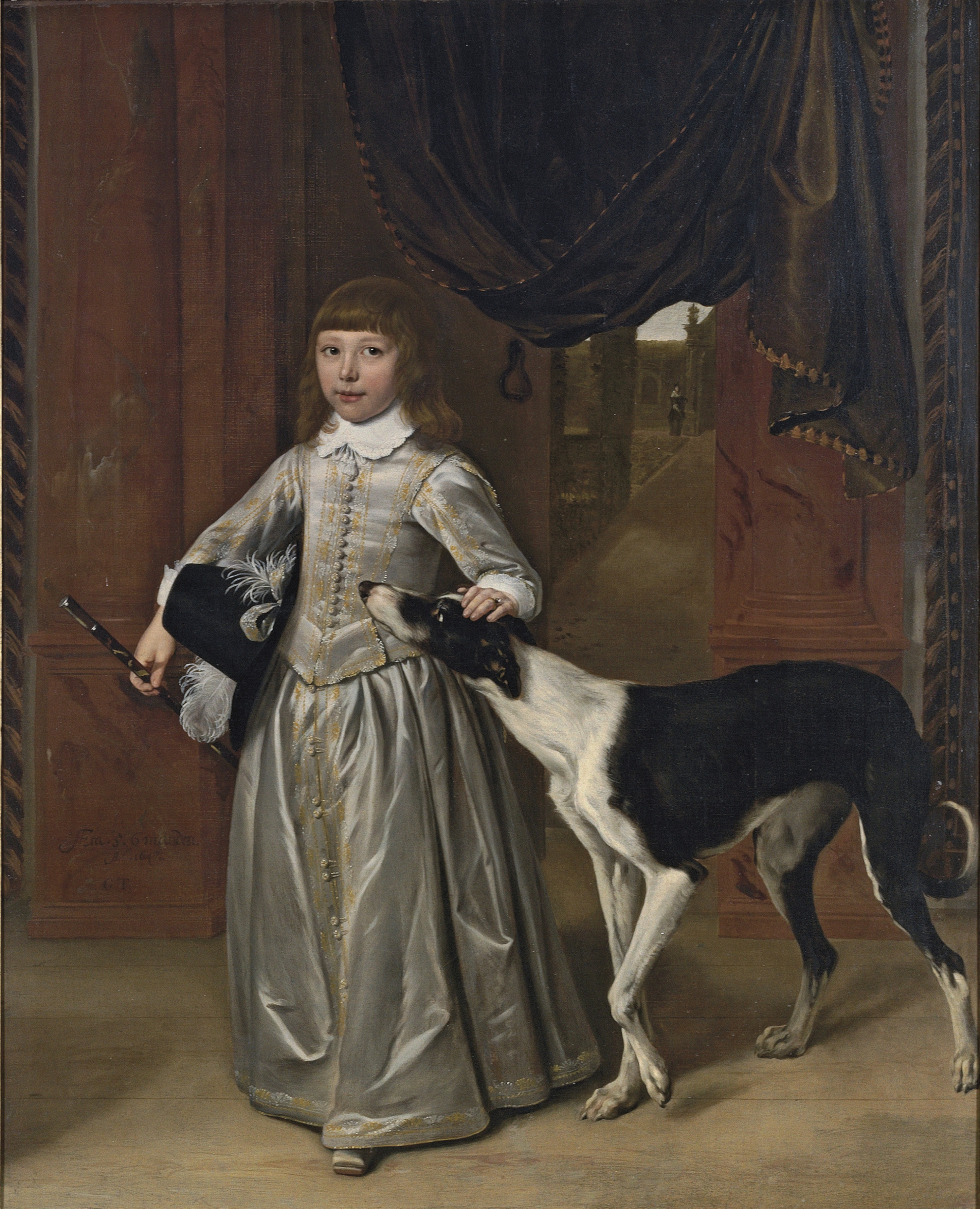
Портрет мальчика с собакой. 1648. Холст, масло. Частное собрание